# Miltiadis Evert
Miltiadis Evert (Atenas, 12 de maio de 1939 - 9 de fevereiro de 2011) foi um político grego, membro do Parlamento, ministro de Governo e ex-presidente do partido Nova Democracia. Foi também prefeito de Atenas entre 1987 e 1989.